# Santa Maria (Teksas)
Santa Maria – jednostka osadnicza w Stanach Zjednoczonych, w stanie Teksas, w hrabstwie Cameron.